# 比利亚韦尔德-莫希纳
比利亚韦尔德-莫希纳，是西班牙卡斯蒂利亚-莱昂布尔戈斯省的一个市镇。总面积14平方公里，总人口111人（2001年），人口密度8人/平方公里。